# Sympycnus humilis
Sympycnus humilis är en tvåvingeart som beskrevs av Octave Parent 1933. Sympycnus humilis ingår i släktet Sympycnus och familjen styltflugor. Inga underarter finns listade i Catalogue of Life.